# 加色丁禮天主教迪亞巴克爾總教區
加色丁禮天主迪亞巴克爾總教區（拉丁語：Archieparchia Amidensis Chaldaeorum）是土耳其一個東儀天主教（加色丁禮）總教區，屬巴比倫宗主教區。
1533年第一位天主教主教晉牧。1966年1月3日升為總教區。總教區名義上位於東部迪亞巴克爾，實際上位於伊斯坦堡。
2010年有九個堂區、一名司鐸，6,219位教友。現任總主教為拉姆齊·加爾穆。

## 外部連結
- Giga-Catholic Information （页面存档备份，存于）
- Catholic Hierarchy.org entry（页面存档备份，存于）